# 고딕 (영화)
《고딕》(영어: Gothic)은 영국에서 제작된 켄 러셀 감독의 1986년 심리 공포 영화이다. 게이브리얼 번 등이 출연하였고, 페니 코크 등이 제작에 참여하였다.
영화는 메리 셸리와 퍼시 비시 셸리가 스위스 레만호 인근의 바이런 경 저택에 방문했던 일을 허구적으로 재구성하였다. 이곳에 모인 작가들은 함께 경쟁적으로 공포물을 창작했으며, 이는 궁극적으로 메리 셸리의 프랑켄슈타인: 현대의 프로메테우스(1818)와 같은 작품들로 결실을 맺었다. 같은 소재를 다룬 영화로 《프랑켄슈타인의 신부》(1935), 《메리 셸리: 프랑켄슈타인의 탄생》(2017) 등이 있다.

## 줄거리
1816년 여름, 메리 고드윈과 약혼자 퍼시 비시 셸리, 의붓 여동생 클레어 클레어몬트는 시인 바이런 경의 초대를 받아 레만호 인근에 위치한 그의 대저택를 방문한다. 손님들은 이곳에서 바이런의 주치의 존 폴리도리를 알게 되고, 다 함께 귀신 이야기를 나눈다. 곧 현실과 허구가 뒤섞이면서 이들은 자신들이 만들어낸 세계에 잠식되기 시작한다.

## 출연진
- 게이브리얼 번 - 바이런 경 역
- 줄리언 샌즈 - 퍼시 비시 셸리 역
- 너태샤 리처드슨 - 메리 셸리 역
- 미리엄 시어 - 클레어 클레어몬트 역
- 티머시 스폴 - 존 윌리엄 폴리도리 의사 역
- 앨릭 맹고 - 머리 역
- 안드레아스 비즈녜프스키 - 플레처 역
- 덱스터 플레처 - 러스턴 역
- 톰 히키 - 관광 가이드 역
- 키런 샤 - 헨리 퓨즐리 그림 괴물 역
- 켄 러셀 - 관광객 역 (크레디트 미기재)

## 기타 제작진
- 배역: 메리 셀웨이
- 미술: 크리스토퍼 홉스
- 의상: 빅토리아 러셀